# Conus kiicumulus
Espèce
Statut de conservation UICN

 DD  : Données insuffisantes
Conus kiicumulus est une espèce de mollusques gastéropodes marins de la famille des Conidae.
Comme toutes les espèces du genre Conus, ces escargots sont prédateurs et venimeux. Ils sont capables de « piquer » les humains et doivent donc être manipulés avec précaution, voire pas du tout.

## Description
La taille de la coquille varie entre 30 mm et 41 mm.

## Distribution
Cette espèce est présente dans l'océan Pacifique au large du sud du Japon et des îles Ryukyu.

### Niveau de risque d’extinction de l’espèce
Selon l'analyse de l'UICN réalisée en 2011 pour la définition du niveau de risque d'extinction, cette espèce se trouve au large des îles Ryukyu au Japon et est extrêmement rare. Cette espèce est classée dans la catégorie Données insuffisantes avec une recommandation sur les recherches futures sur sa population et les menaces plausibles.

## Taxonomie

### Publication originale
L'espèce Conus kiicumulus a été décrite pour la première fois en 1982 par le malacologiste japonais Masao Azuma (d) (1916-2001) dans la publication intitulée « Venus »,.

### Synonymes
- Asprella kiicumulus (M. Azuma, 1982) · non accepté
- Conus (Phasmoconus) kiicumulus (Azuma, 1982) · appellation alternative
- Graphiconus kiicumulus (M. Azuma, 1982) · non accepté
- Phasmoconus kiicumulus (M. Azuma, 1982) · non accepté
- Rhizoconus kiicumulus M. Azuma, 1982 · non accepté
- Rhizoconus nebulosus M. Azuma, 1973 · non accepté